# The Mira Hong Kong

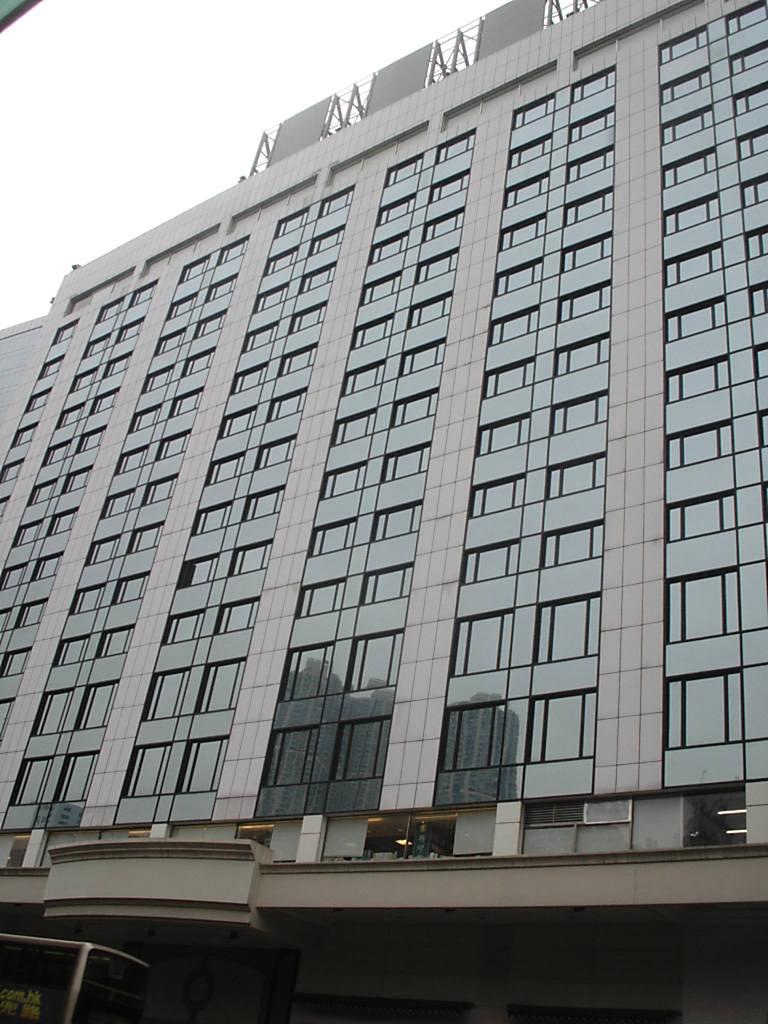
翻新前的美麗華酒店

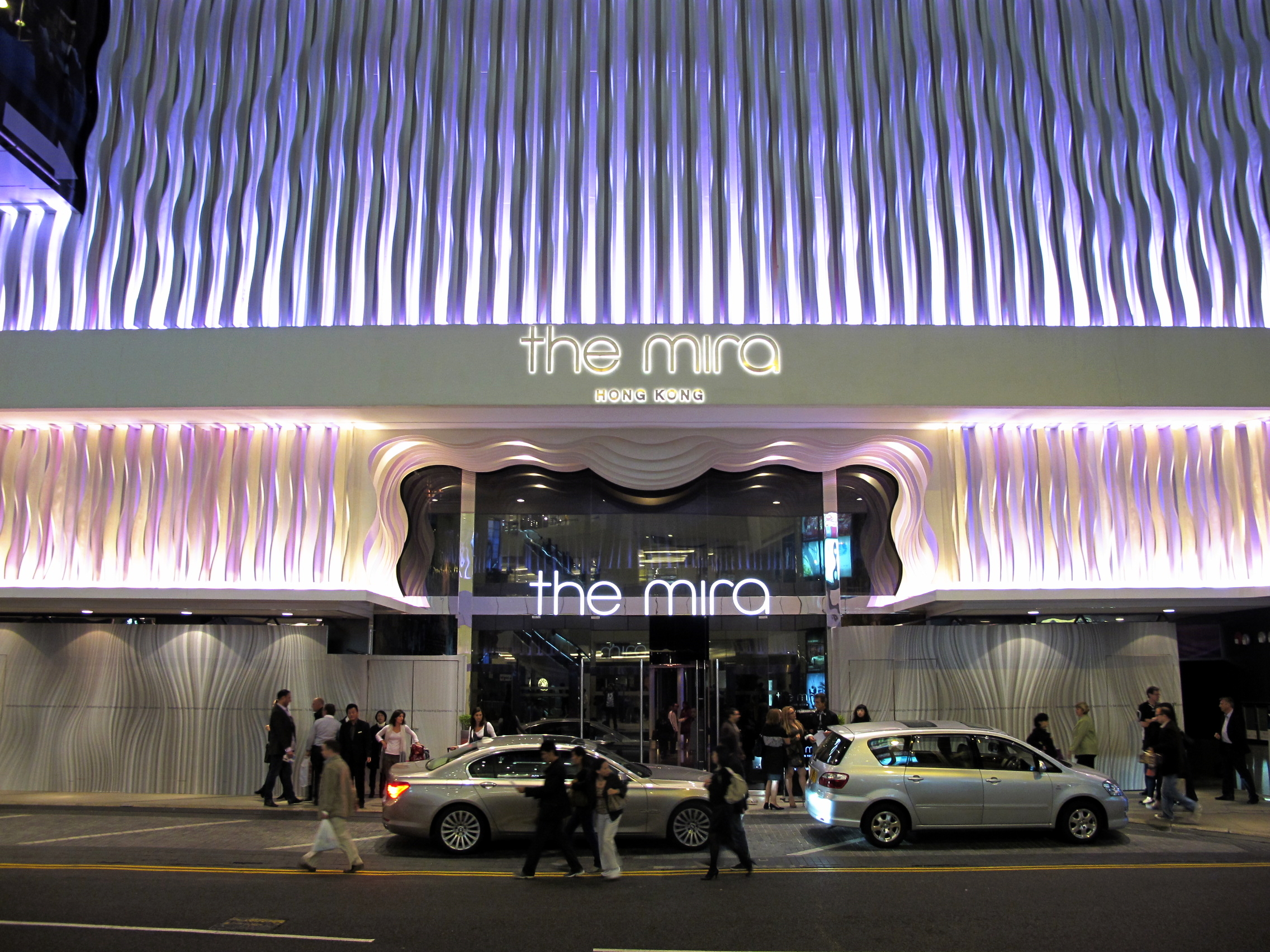
酒店入口

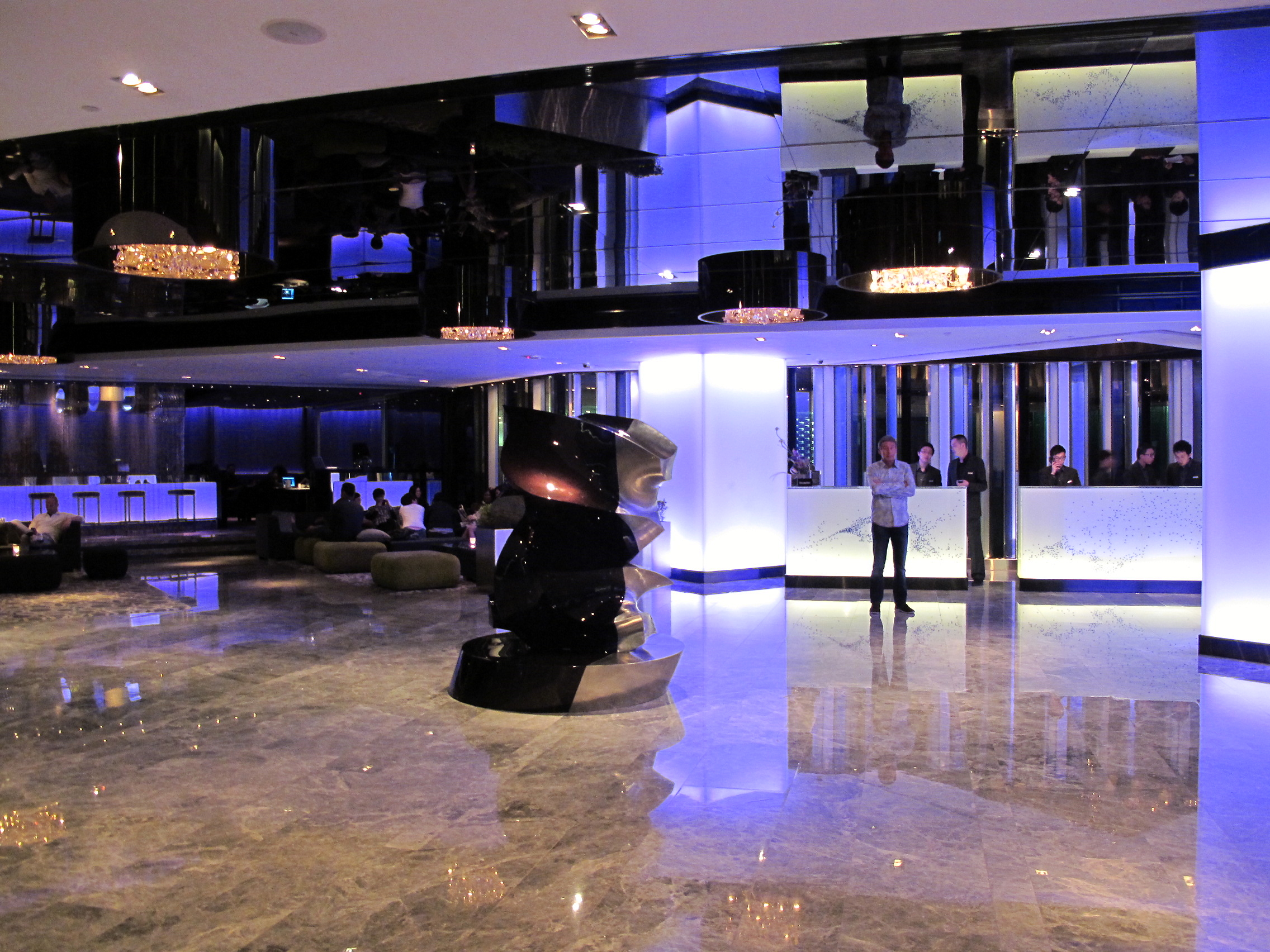
酒店大堂

The Mira Hong Kong，舊稱美麗華酒店（英語： 及 ），位處於香港九龍尖沙咀彌敦道118至130號，為香港的一間酒店，1957年開幕，共提供492間客房，包括56間套房及8間特色套房。建築師為朱彬。酒店由美麗華酒店企業管理。美麗華酒店鄰近港鐵荃灣綫尖沙咀站、屯馬綫尖東站及中港碼頭，往來港鐵東鐵綫／屯馬綫紅磡站只需要15分鐘。

## 歷史
1911年至1925年，原美麗華酒店的原址是西洋波會會址，後來球會遷至京士柏。
美麗華酒店（Hotel Miramar）於1948年開業，是香港戰後第一所酒店，有32間房間。1953年，酒店再增加160間房間。1957年，香港富商、景褔珠寶創辦人楊志雲等人於1957年從西班牙教會購入酒店，並聯同何善衡博士創立美麗華酒店企業有限公司。美麗華酒店原位於金巴利道北面，為當時首間由香港華人經營的高級酒店，1979年6月第二層地庫開設楊氏蠟像院，不過蠟像被歹徒惡意破壞，該院在1979年12月停業。位於金巴利道南面的酒店新翼於1977年落成，前身是1952年開幕的樂宮戲院（Princess Theatre）及更早1900年代初建成的「嚤囉村」（Punjab Buildings），1964年，英國披頭四樂隊曾在樂宮戲院表演一場。戲院於1973年結業。
到了1980年代，楊氏家族下一代無意繼續經營，便將股權賣給李兆基。酒店舊翼三座大樓於1988年拆卸，於1993年至1997年重建成今日的美麗華商場及美麗華大廈。到了2006年起，李家誠為上市公司美麗華酒店的董事總經理。在2007年酒店大翻新前，酒店地庫為Shooters 52美國餐廳；地下為公主吧 Princess Bar 及The Atrium餐廳；一樓為東宮中菜館、三樓為商務印書館。

## 翻新工程
2007年年中，逾50年歷史的尖沙咀美麗華酒店，斥資逾4億元翻新大革新，酒店重新命名為「The Mira」，走時尚型格路綫，全新首批120間客房於2008年年中翻新完成。除配備電腦及娛樂二合一組合，更是香港首間酒店提供免費本地手提電話服務，一個電話接通酒店房間及戶外使用。
酒店內492間客房主要分4種色調，有綠色、紅色和銀色，貴賓樓層用深紫色，套房更有白色選擇。每間房間都有名師ArenJacobsen設計的蛋形座椅，更配備500G藍光碟個人電腦及娛樂組合，透過40英寸高清電視，可免費WiFi上網，看新聞、查詢航班資訊等。
酒店內的餐廳也進行大革新，地下大堂中庭The Atrium餐廳結業後，於2008年5月改建為Yamm日本菜餐廳，餐廳由Colin Cowin設計。與一般酒店餐廳不同，自助餐設有點菜服務。大堂也設有Room One Bar & Lounge酒吧及售賣自家製朱古力和咖啡專門店COCO專門店。
到了2009年，三樓商務印書館原址改建為多個宴會室及國金軒。國金軒更於2010年列入2011米芝蓮香港澳門指南新上榜的二星餐廳。
5樓設WHISK餐廳，並且可直接通往酒店5樓的露天花園酒廊Vibes。

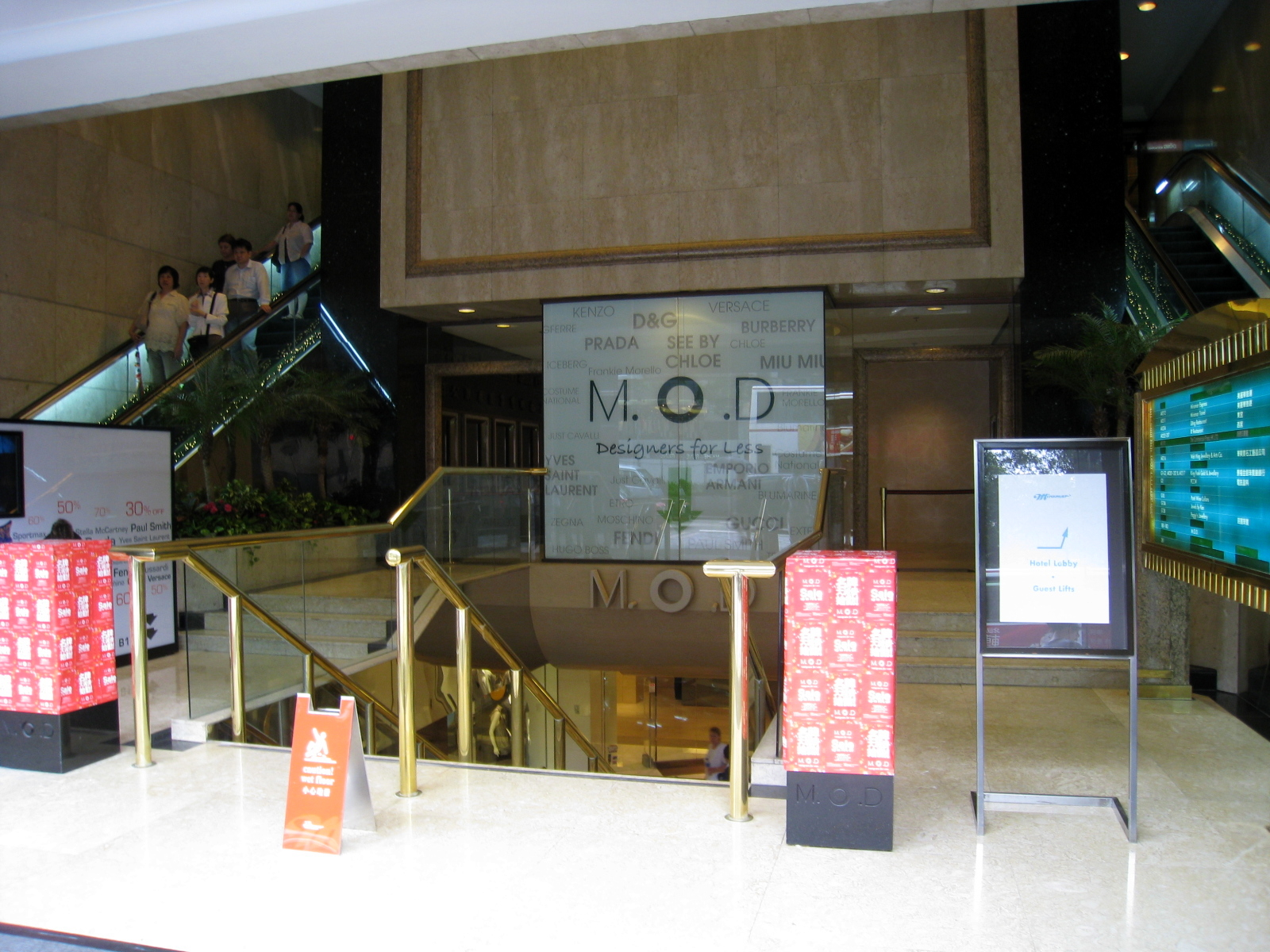
翻新前美麗華酒店入口
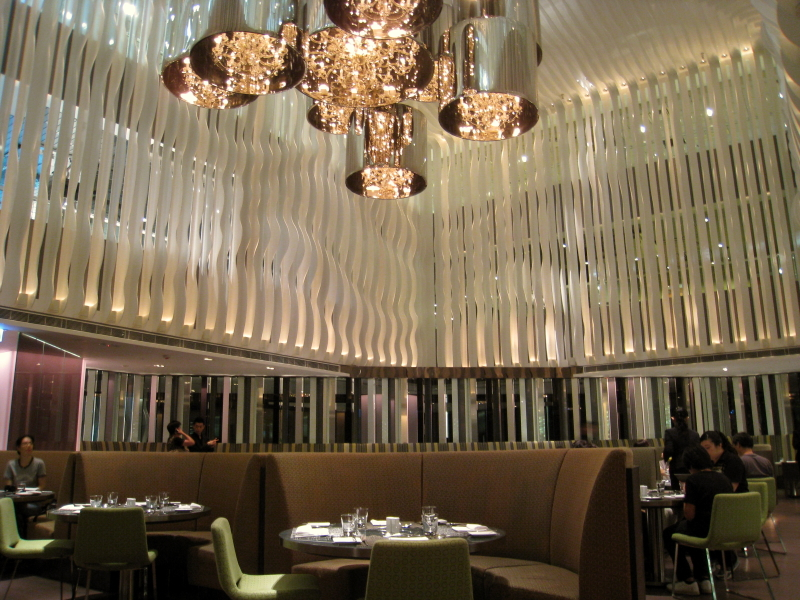
Yamm日本菜餐廳
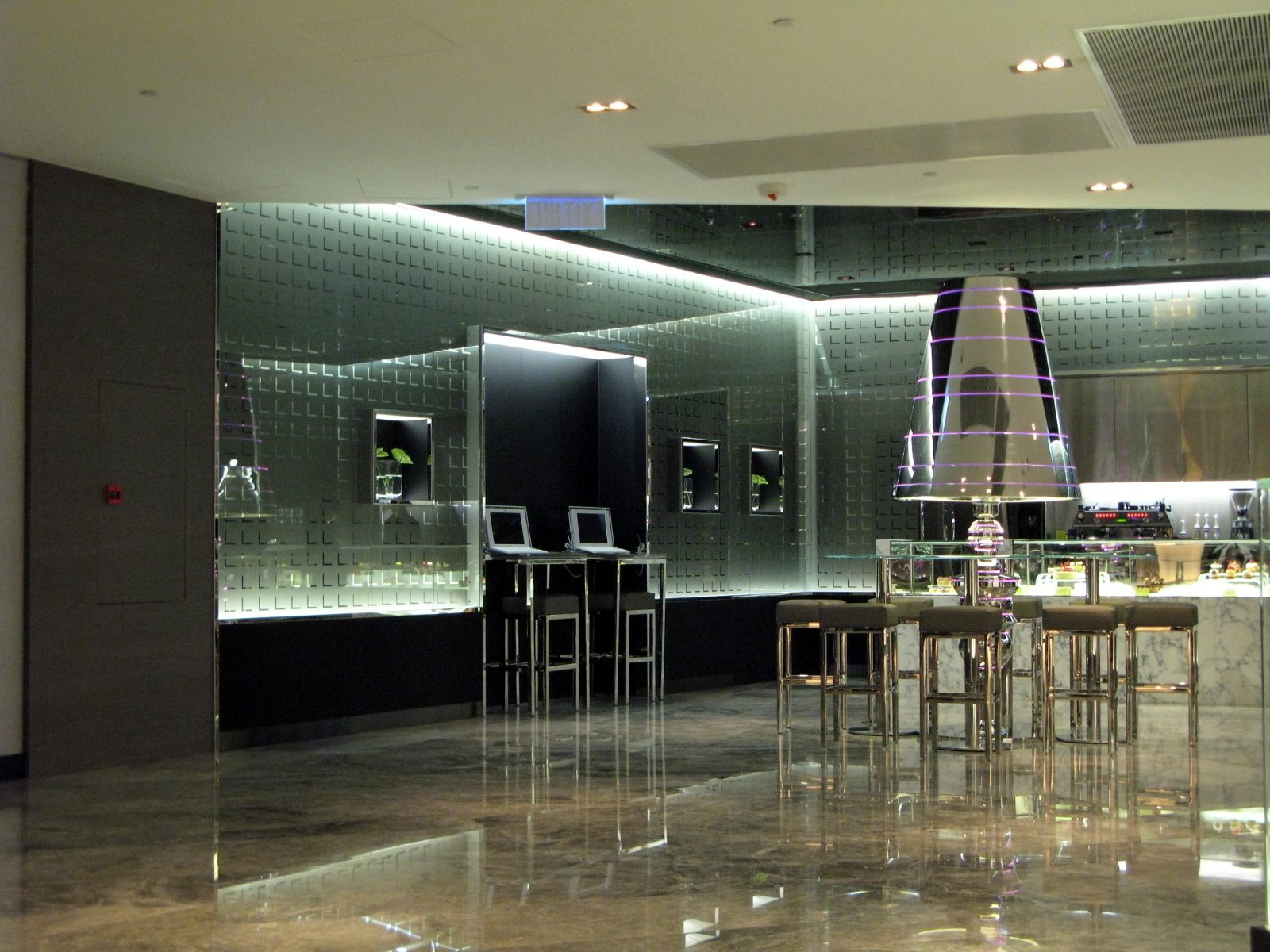
COCO朱古力和咖啡專門店（2008年）
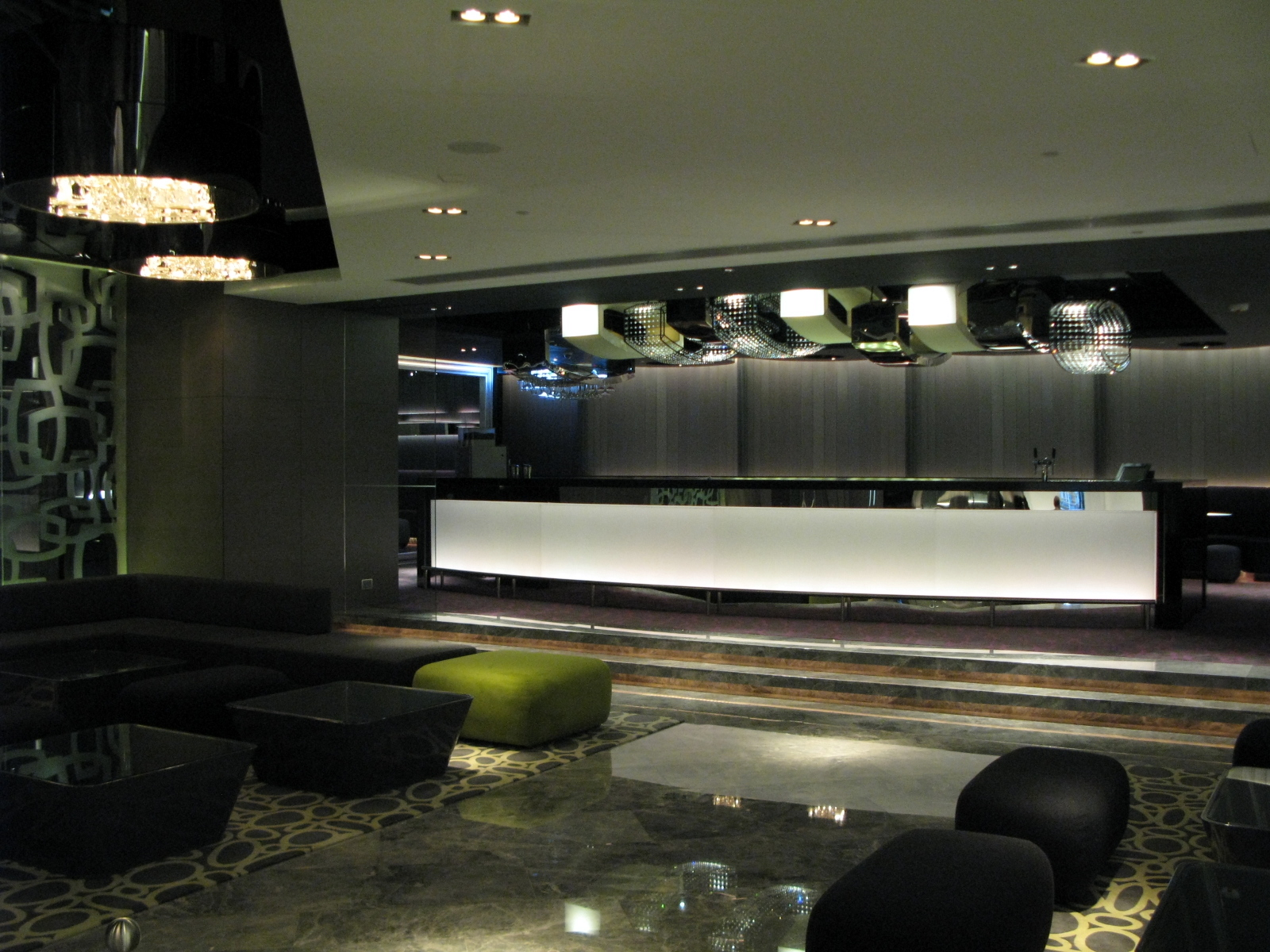
Room One Bar & Lounge酒吧
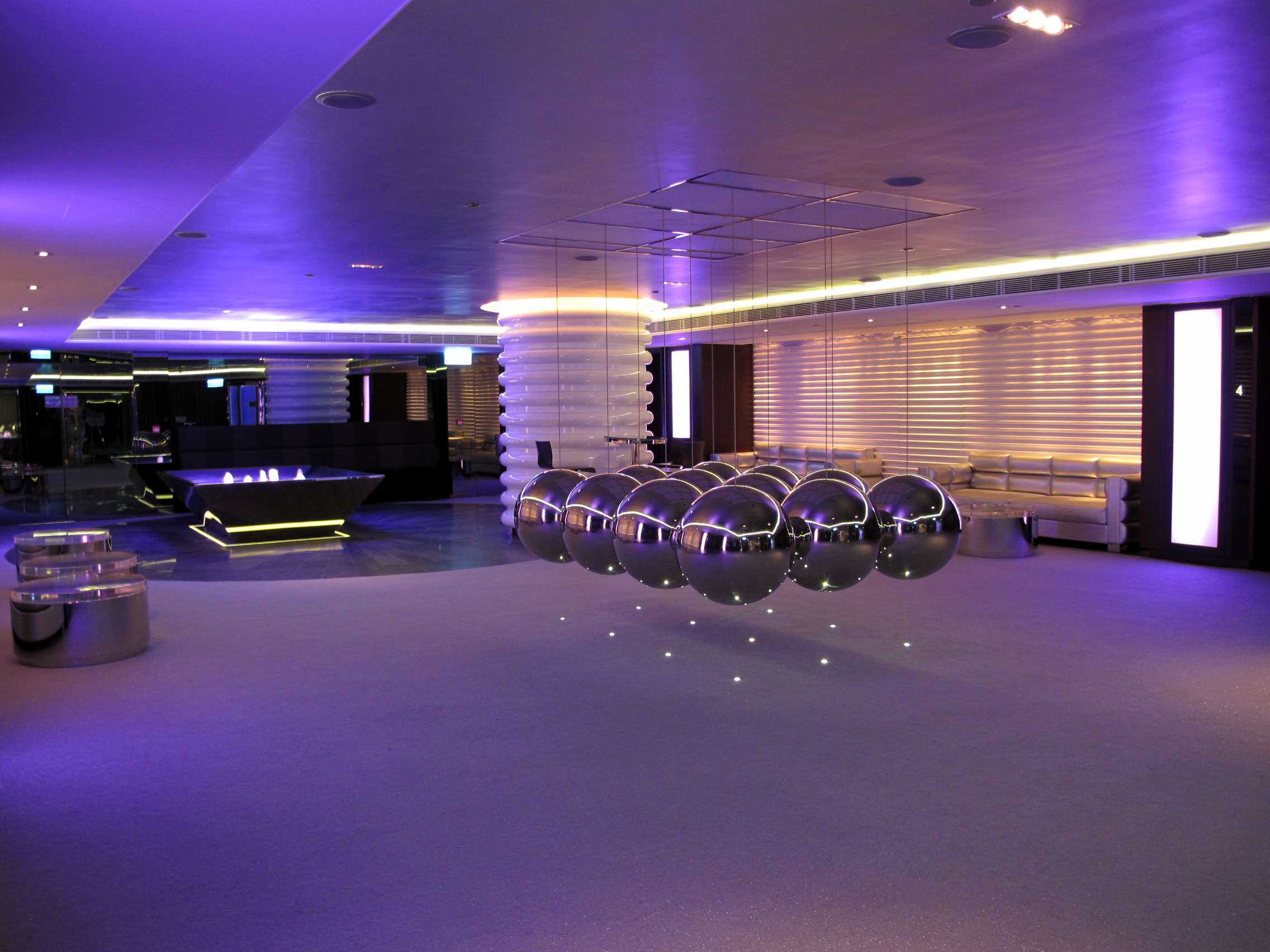
3樓宴會室
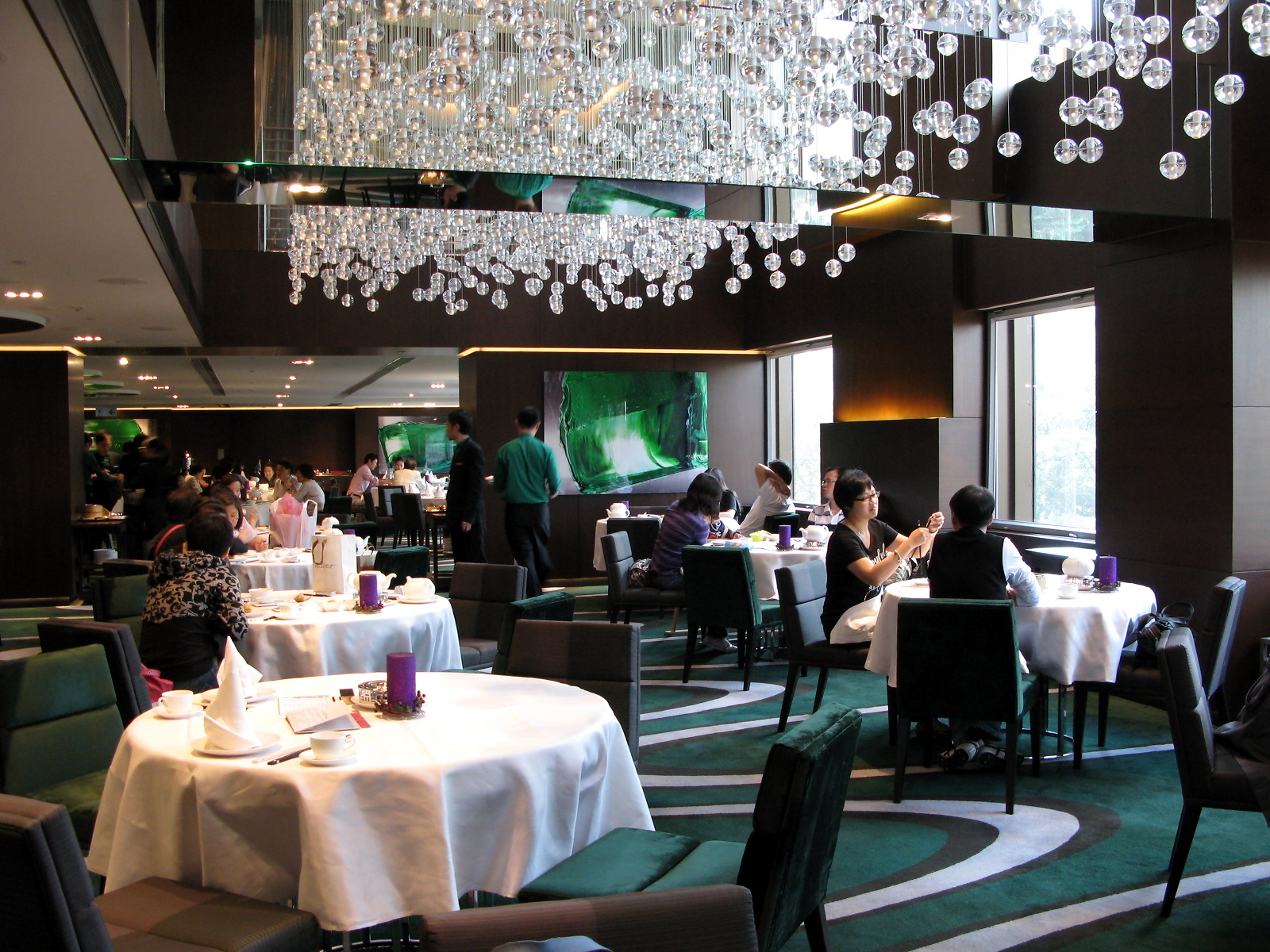
國金軒
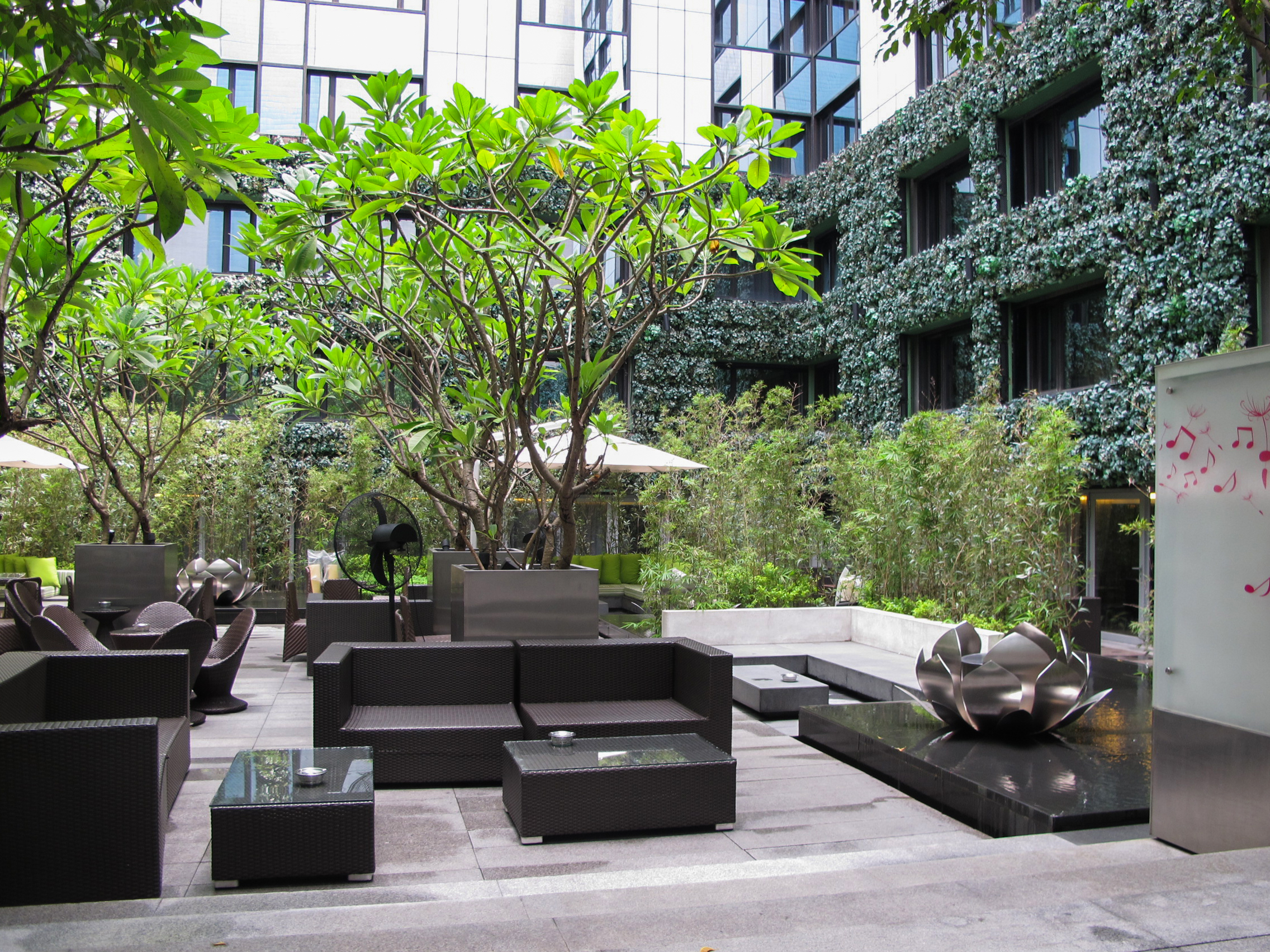
5樓露天花園酒廊Vibes

## 美麗華廣場二期

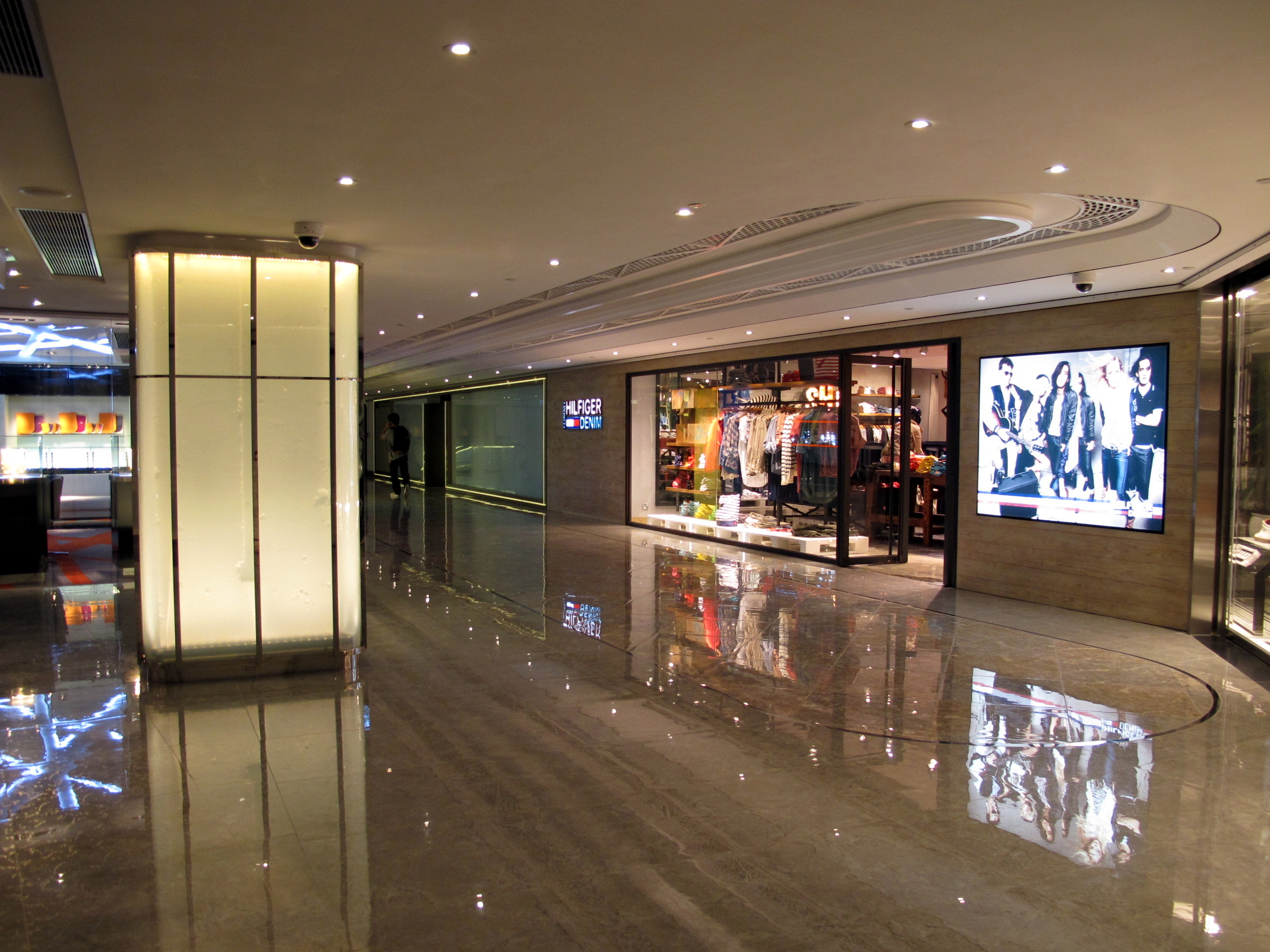
美麗華廣場二期1樓商場

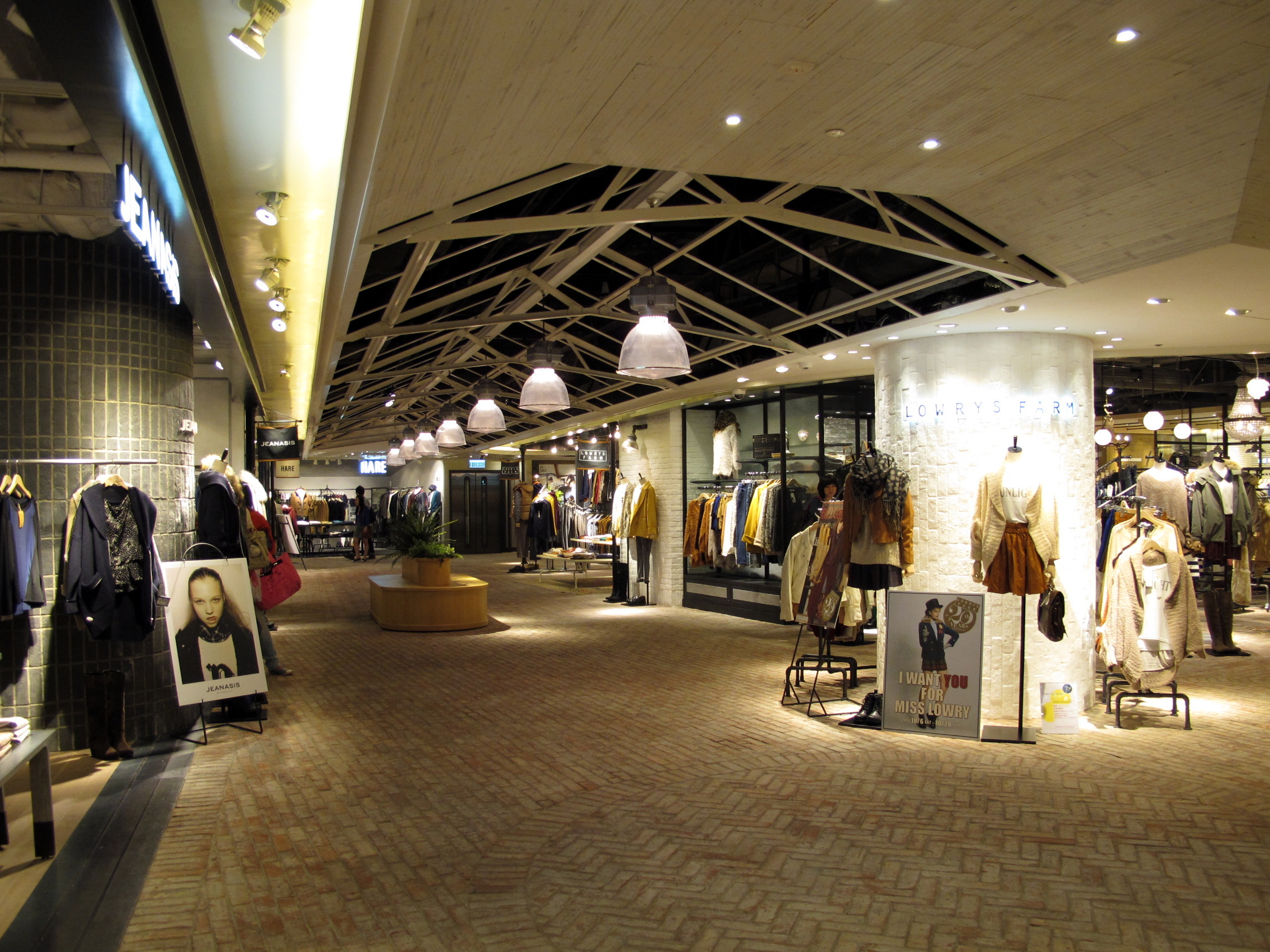
美麗華廣場二期地庫曾開設日本年青服飾品牌Collect Point概念店，到2018年12月約滿結業

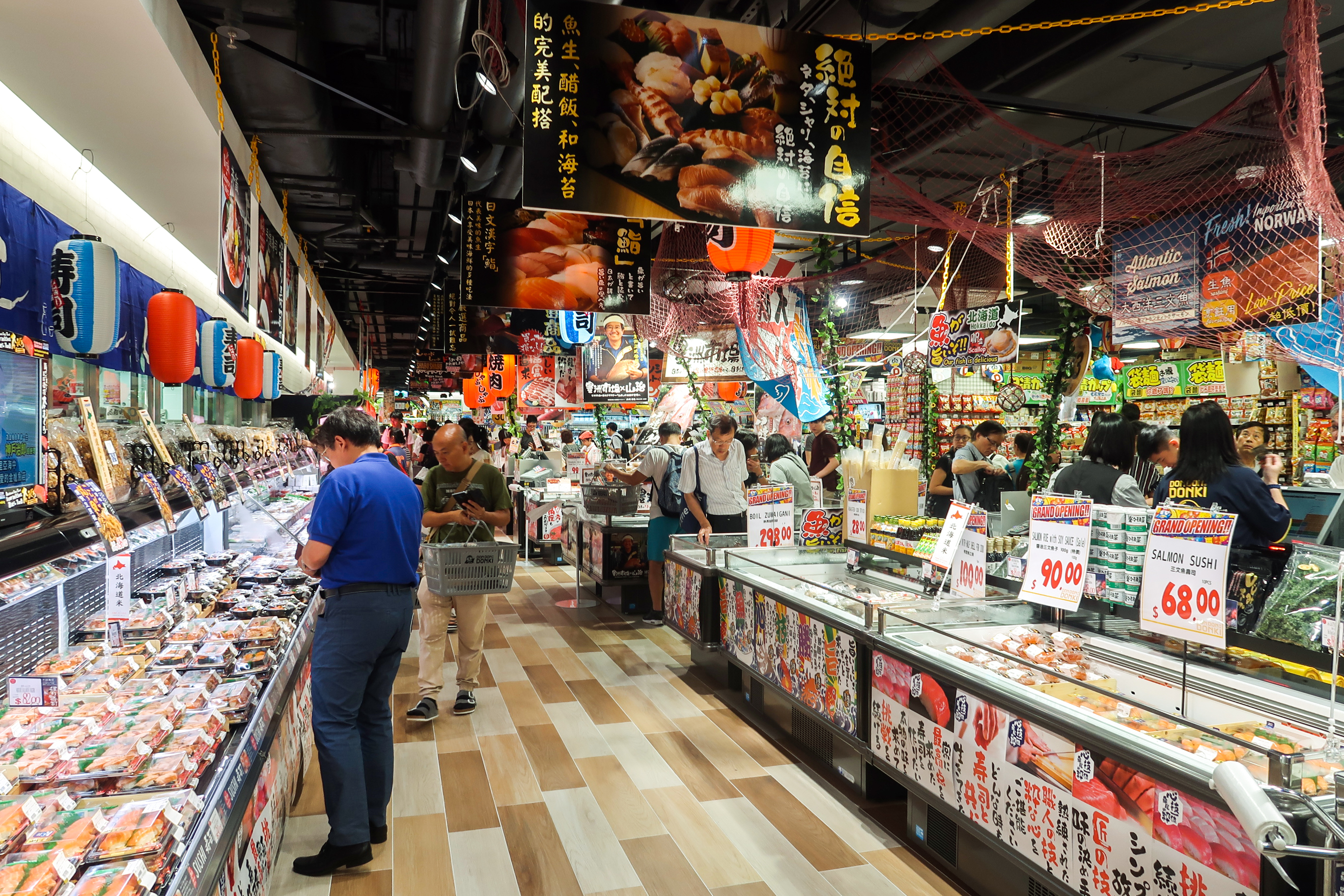
美麗華廣場二期地庫激安之殿堂

2010年，業主將地下舖位，物業地舖、地庫及1樓進行大翻新，並分間成3個大型舖位，吸引大品牌進駐，以提高租金收入，並命名為mira mall。商場樓高四層，共10萬平方呎，於2012年4月對外開放，同年10月17日正式開幕。2017年5月再更名為美麗華廣場二期，英文為Mira Place Two。場內有約30間店舖，其中5間為旗艦店，佔地兩層或以上，每間面積介乎2,300至22,000平方呎不等。租戶包括約5,000平方呎的名牌皮具Coach、
Le Sean Seasons Florist、佔地6,449平方呎的美國名牌時裝Tommy Hilfiger、逾1.5萬平方呎，景福珠寶旗下的Masterplece by king fook、TWIST 的旗艦店及美容店等。其中名牌皮具Coach，月租280萬元，呎租約560元。其後Tommy Hilfiger和Masterplece by king fook已經結業，改為日本著名運動品牌DESCENTE和BLAACK BY G2000。
地庫面積約1.5萬平方呎，開設有日本年青服飾品牌Collect Point的概念店及集團旗下的niko and精品店，另設日式西餐廳wired cafe，到2018年12月約滿結業。到2019年1月，日本連鎖百貨「激安之殿堂」以每月約100萬元承租，呎租約67元，在2019年7月12日開業。

## 軼聞

### 斯諾登入住酒店
2013年5月20日，前美國中央情報局（CIA）職員爱德华·斯诺登滯留香港入住此酒店，在此將秘密文件披露給《衛報》並接受該報採訪。到6月10日，《衛報》的 Even MacAskill 稱，由於香港酒店昂貴，「他的信用卡很快就會超出使用限額」。斯諾登在當日已經退房。

### 鋁窗墜街 女清潔工被捕被指有爭議
2019年1月21日上午10時25分，酒店女清潔工在酒店內清潔窗戶時，鋁窗突然墮下，擊中由佛山來港的一對男女遊客，其中24歲的女遊客頭部大量流血並且昏迷，被送往伊利沙伯醫院搶救，女遊客經搶救後，於中午12時16分傷重不治。事後警方拘捕一名酒店39歲尼泊爾籍女清潔工，涉嫌容許物件從高處墮下。屋宇署根據《建築物條例》向酒店發出勘測命令，限令對方在一個月內委託合資格人員檢查所有窗戶，並提交報告及改善建議。
飲食及酒店業職工總會認為責任不在女工，批評警方拘捕行動極不合理，對此感到驚訝。指出女清潔工只是按照上級指示去做，責任應在美麗華酒店。而酒店發出聲明，對事件感到非常難過，向死者家屬致以深切慰問，表示會盡力提供協助。酒店正積極配合警方調查。

## 圖集

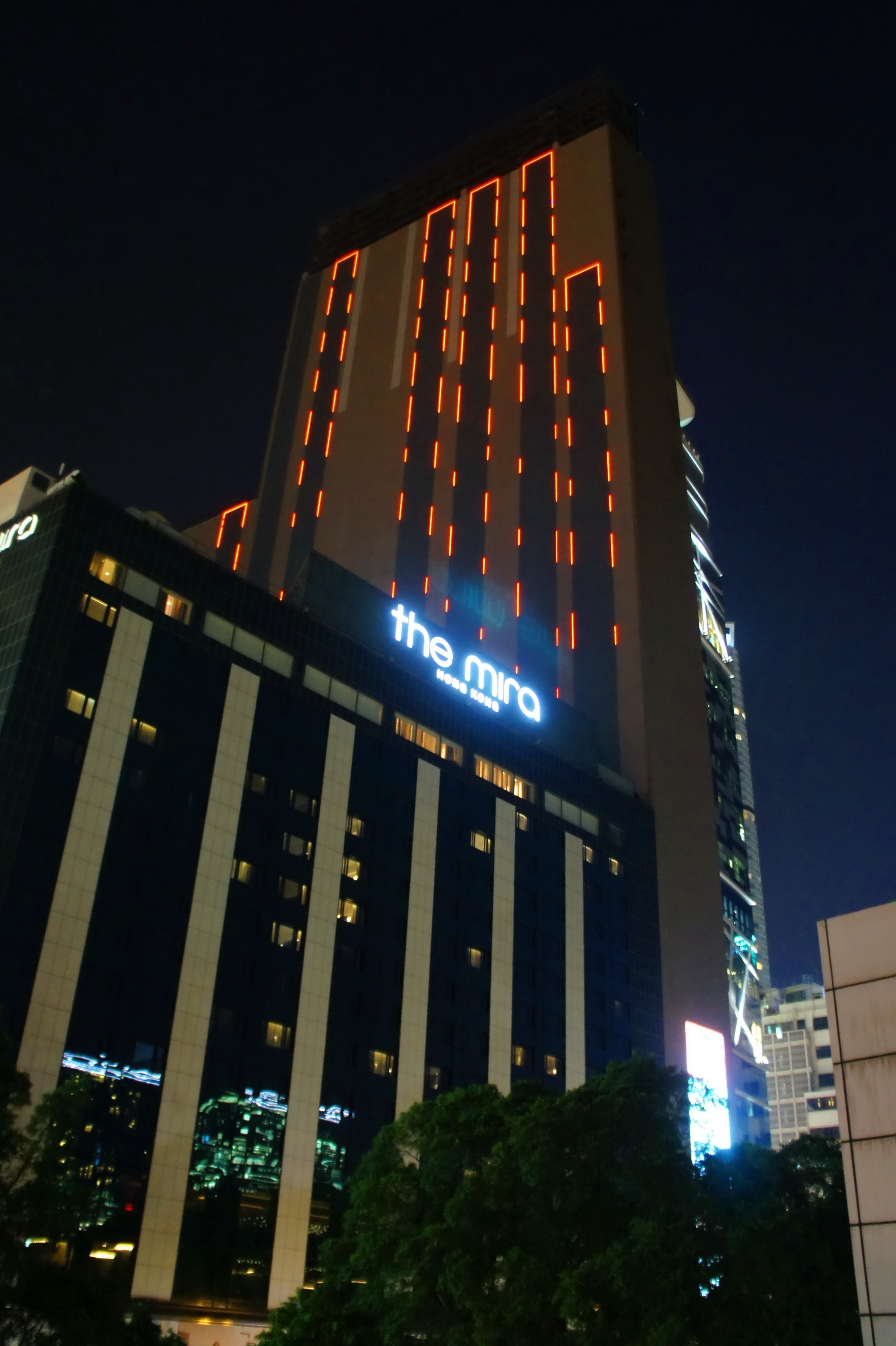
晚上的The Mira，右方建築物為The ONE

## 鄰近景點
- 美麗華商場
- 香檳大廈
- The ONE
- 九龍公園
- 聖安德烈堂
- 九龍清真寺

## 參看
- 香港酒店列表

## 外部連結
- The Mira Hong Kong 官方網站（页面存档备份，存于）
- 香港酒店網 The Mira Hong Kong